# دانيال مورغان باركنسون
دانيال مورغان باركنسون هو سياسي أمريكي، (و. 1790 – 1868 م). نشط حزبياً في الحزب الديمقراطي. وقد انتخب عضو جمعية ولاية ويسكونسن ‏.